# Deuxième circonscription de Kersa
La deuxième circonscription de Kersa est une des 177 circonscriptions législatives de l'État fédéré Oromia, elle se situe dans la Zone Est Hararghe. Son représentant actuel est Getachew Bedane Abawelo.